# Regierungsbezirk Allenstein

Regierungsbezirk Allensteins utbredning (markerat i rött) i Ostpreussen.

Regierungsbezirk Allenstein var ett regeringsområde som omfattande södra delen av preussiska provinsen Ostpreussen. Det existerade åren 1905-1945 och huvudort var Allenstein.

## Historik
Regeringsområdet bildades 1905 ur territorier från regeringsområdena Gumbinnen och Königsberg och fick en yta på 11 711 km². 1910 hade Regierungsbezirk Allenstein 518 682 invånare.
I fredkongressen inför Versaillesfreden 1919 efter första världskriget hade Polen rest krav på området, främst på grund av att den närmast järnvägsförbindelsen mellan Warszawa och Danzig gick fram genom detta. De polska anspråken motiverades också av att ca hälften av befolkningen utgjordes av polacker eller masurer, vilka talade en med polskan nära besläktad slavisk dialekt. Invånarnas samhörighetskänsla för Tyskland var dock stor och en folkomröstning avgjorde med betydande majoritet att området, med några smärre undantag skulle tillfalla Tyskland med några smärre inskränkningar.
Efter Tysklands nederlag i andra världskriget 1945 tillföll regeringsområdets territorium Polen enligt överenskommelsen mellan segrarmakterna i Potsdamkonferensen. Idag består Ermland-Masuriens vojvodskap av territorier som tillhörde Allenstein.

## Källa
Den här artikeln är helt eller delvis baserad på material från tyskspråkiga Wikipedia, Regierungsbezirk Allenstein, 25 augusti 2014.